# Fabrice Rebeyrolle
Fabrice Rebeyrolle est un artiste peintre français, né en 1955 à Paris.

## Biographie
Né en 1955 à Paris, Fabrice Rebeyrolle a fait ses études à l’École Nationale Supérieure des Beaux-Arts de Paris et à l'École du Louvre. Peintre-graveur, il expose depuis 1976 tant en France qu’à l’étranger.
En 1992, il fonde les Éditions Mains-Soleil avec sa femme.
Actuellement, il vit et travaille à Issoudun (Indre, France),
Son travail est représenté par la Galerie Capazza, Nançay (Sologne).

## Travail
Fabrice Rebeyrolle écrit dans ses notes d'atelier : « On me demande de dire en quelques mots qu’est-ce que créer dans le monde d’aujourd’hui ? Je dirai que c’est de proposer en quelque sorte un acte de résistance poétique - un tableau, une gravure, un livre d’artiste, qui émettront peut- être une faible lueur dans la nuit. Dans mon esprit, je ne sépare pas les chemins de la pensée et les sentiers du sentir. Il faut tenter de trouver cet équilibre, ce rapport de justesse. C’est une quête complexe et permanente entre personnel et universel que je nomme "l’insolite singulier". Ce que je fais, depuis plus de 40 ans en poursuivant avec la même obstination mon travail de peintre, c’est simplement m’efforcer d’affirmer une voie humaine possible, un chemin, une attitude, une dignité, une lueur en somme. » 
Selon le professeur d’histoire de l’art contemporain Claude Frontisi, Fabrice Rebeyrolle est « peintre avant tout, il développe une œuvre puissante et singulière qui n’a de cesse d’interroger la peinture elle- même. Sa peinture se fait "Art du surgissement". Ses tableaux parfois retenus, souvent flamboyants, se déclinent selon des séries arborescentes et reflètent la rencontre entre métier et réflexion, existence et spiritualité, poétique des mots et hymnes à la peinture.
Éditeur et graveur, sa passion pour le langage et la poésie se situe sans doute à l’origine des nombreux livres d’artiste qui jalonnent des années d’expérience créatrice.
Ainsi, la peinture de Fabrice Rebeyrolle ne se réduit pas à l’affaire banale d’une illustration. Elle rend visible une parabole du désir, de vie, de mort et de création. Belle de matières- couleurs et grave comme la pensée du monde. »
Le critique d'art et écrivain Bernard Teulon-Nouailles explique : « Pour Fabrice Rebeyrolle, la sensation précède l’acte de création. Pour lui, la peinture n’est pas un moyen de séduction mais un instrument de connaissance et d’exploration de la pensée. Une peinture rappelle-t-il, est une forme de métaphore.Il n’y a qu’à se plonger dans ses grandes toiles pour y voir vibrer d’incessants jeux de lumière  dont la couleur renferme le vivant. Il a fait de sa peinture la traduction de l’organique, d’un désir sans cesse renaissant. Chez Fabrice Rebeyrolle, la fréquentation des poètes paraît couler de source tant elle est intimement associée sa pratique de la peinture au sens le plus ouvert de l’expression. Les affinités qui se font jour entre langage plastique et écriture semblent pour lui un stimulant puissant. De la friction imprévisible des mots, jaillissent des étincelles dont l’artiste fait souvent ses délices.»
Le critique d'art et commissaire d'exposition Christian Noorbergen écrit « chez Fabrice Rebeyrolle, la création est saisie à la gorge, prise à la source d’un art de démiurge, où la terre inachevée, brûlée et métamorphique, serait toujours en gestation. L’étendue tressaille, et l’espace est toujours en suspens. Les couleurs brutales, comme le sang, se sont retirées. Elles ne sont plus que rumeurs chromatiques, et l’obscurité palpite. La flamme ne recueille jamais que le sommeil des cendres, et les ombres du temps précèdent toujours les lumières… Somptueuses, sombres et tendues, sont les respirations d’art de Fabrice Rebeyrolle. L’infime est son territoire. L’opacité s’étend, et des craquements d’infini incantent les surfaces. Microcosme et macrocosme s’étreignent en fins paysages dehors-dedans. En fragments d’immensité. [...] » 

## Distinction
Fabrice Rebeyrolle reçoit en 1988 le Prix Zao Wou Ki, prix de peinture de la galerie Artcurial.

## Expositions (sélection)
- 1976 : Centre artistique culturel, L'Isle-Adam.
- 1977 : Galerie X, Paris
- 1978 : Centre d’action culturelle , Pontoise
- 1980 : Galerie La Licorne, Paris
- 1982 : Librairie – Galerie St Germain, Paris
- 1984 : Centre d’art, Orgeval
- 1985 : Galerie Agnès Stacke, Auvers sur Oise
- 1986 : Hôtel de ville , St Ouen l’Aumône // Espace Kiron, Paris
- 1987 : Galerie Saint-André-des-Arts, Paris // « Artists on the move » Federal Plaza, New-York // Musée Daubigny, Auvers sur Oise
- 1988 : « Influences », American Center, Paris // Galerie Bergen, Francfort // Galerie Jacques Debaigts, Paris
- 1989 : Galerie Caroline Corre, Paris // Galerie Montréal, Québec // Galerie Jacques Debaigts, Paris
- 1990 : Galerie K, Paris // Musée Van-Gogh, Zundert, Pays-Bas // Cité des Arts, Auvers sur Oise
- 1991 : Galerie K., Amsterdam // Galerie Anne Lettrée, Paris // « Préhistoire, histoires de peintures contemporaines », Maison des Arts Georges Pompidou, Cajarc
- 1992 : Galerie K, Paris // Amsterdam // Musée de Soissons, rétrospective : Peintures 1980-1991
- 1993 : Galerie Frans Jacobs, Amsterdam
- 1994 : Galerie A. Gimaray, Paris // Galerie JPF, Montpellier // « Pièces de collection », Galerie Claude Lemand, Paris
- 1995 : Galerie Sam Kyung, Séoul, Corée // Galerie Frans Jacobs, Amsterdam
- 1996 : Galerie JPF Montpellier // Galerie C. Lemand, Paris
- 1997 : Deprez-Bellorget, Paris[9] // Galerie JPF, Montpellier // Le Petit Temple, Ganges // Fondation Colas, Paris
- 1998 : Galerie Arcade, Gand, Belgique // Galerie Déprez-Bellorget, Paris // Galerie du Chai du Terral, Saint-Jean-de-Védas // Espace Paul Ricard, Paris // Galerie Bernier, Lourmarin
- 1999 : Galerie l’Arbre de Lune, Uzès // Galerie Charvet, Saint-Martin-de-Ré // « D’un signe à l’autre » , Galerie Déprez-Bellorget, Paris // Art-Paris, Carrousel du Louvre Galerie Frans Jacobs
- 2000 : « De corpore », Musée Hébert, La Tronche-Grenoble // Rétrospective : peintures 1995-2000 Galerie K, Amsterdam.
- 2001 : Galerie Charvet, Saint-Martin-de-Ré // Centre d’Art Contemporain, Cardet
- 2002 : « La lente remontée des images » Galerie Déprez-Bellorget, Paris // « Hors de Portée » Galerie Chantal Mélanson, Annecy
- 2003 : Galerie Chantal Mélanson, Annecy // Galerie Frans Jacobs, Amsterdam : œuvres choisies 1996-2003
- 2005 : Entre Terre et Ciel I : « Sarabande et portraits d’arbres» Galerie Déprez-Bellorget, Paris // Entre Terre et Ciel II : « Mélancolie Baroque » Galerie Chantal Mélanson, Annecy
- 2006 : « Gran Corpas » avec Léon Diaz-Ronda, Galerie Argument, Esvres // « Figures nomades » Galerie Frans Jacobs Amsterdam
- 2007 : « Suites vénitiennes » Galerie Déprez-Bellorget, Paris
- 2009 : « Passages » avec Odile de Frayssinet, Cloître Saint-Louis d’Avignon // « D’étranges Fleurs » Galerie Marie-José Degrelle, Reims
- 2010 : « Vivre poétiquement la peinture » du paysage aux vanités, Salles St Pierre & la Fabrique, Avallon // « Peintures, en chair et en os… », Groupe d’Art Contemporain, Annonay
- 2011:  « Terre arable du songe », Galerie Déprez-Bellorget, Paris
- 2012 : « Encore », Abbatiale d’Essômes sur Marne // « L’homme de toutes les douleurs », Temple de Monneaux // « Selva oscura », Galerie Frans Jacobs, Amsterdam/Paris, Artscope, Bâle
- 2015 : « Entre Stèles & Ciels », Galerie Deleuze Rochetin, Arpaillargues
- 2016 : « Eclats d'existence, un peintre des poètes », Bibliothèque de Grenoble
- 2016 - 2020 : Expositions collectives, Galerie Capazza, Nançay : « Vénus et Vulcain », « Il est temps de rallumer les étoiles », « Miroirs des Sentiments », « L’arbre, c’est le temps rendu visible », « Re-Naissance(s) », « Autour d’Auguste Rodin »
- 2020 : « Levée de lumière » Galerie Capazza, Nançay

,,
Par ailleurs, Fabrice Rebeyrolle a collaboré avec les galeries :
- Galerie Flora, Paris
- Galerie Thorigny, Paris
- Galerie C. Corre, Paris
- Gallery Hitsuji Garo, Niigata - Japon
- Galerie Schweitzer, Luxembourg
- Galerie Husstege, Dusseldorf - Allemagne
- Galerie Art Yard Singel, Amsterdam - Pays- bas
- Galerie Banca Landgraaf, Laren - Pays- bas
- Galerie GM , Montpellier
- Galerie HD Nick, Aubais[3]

## Foires internationales d'art contemporain
- FIAC et SAGA Paris
- Art-Paris
- Stockholm Art Fair
- Art Francfurt
- Art-Düsseldorf
- Art Cologne
- Interarte Valencia
- Art-Expo Barcelone
- Lineart Gand
- Fine Art Fair Maastricht
- Kunstrai Amsterdam
- Kunstmesse Bâle
- St’Art Strasbourg
- Foire de Bourges
- Séoul Art Fair
- Olympia Londres
- Kunst-Messe Munich
- Art Élysées Paris [3]

## Musées et Centres d'art

### Musées
- Convention Center - New-York
- Musée Van Gogh Zundert – Pays-Bas
- Musée de Béziers
- Musée de Soissons
- Musée de Strasbourg
- Musée de Lons le Saulnier
- Musée d’Auvers sur Oise
- Musée de Cagnes sur Mer
- Musée Hébert (La Tronche) de Grenoble
- Musée St André de La Marche
- Musée Izegem – Belgique
- Musée Hauenstein – Allemagne
- Musée des Beaux-arts de Paris[3]

### Centres d'art
- Château de Vascoeuil – Centre Régional d’art contemporain de Haute Normandie
- Centre d’Action Culturelle de St Avold
- Palais des Congrès d’Aix en Provence
- Chai du Terral – Montpellier
- Centre d’Art de Cardet
- Maison des Arts Georges Pompidou – Cajarc
- Espace Paul Ricard – Paris
- Médiathèque de Romans
- Bibliothèque de Grenoble[3]

## Principales acquisitions
- Fondation Colas, Paris
- Groupe AXA
- LVMH, Paris
- Fondation d’art de la BNP
- Groupe Accor- Europe
- UAP Nederland
- Bibliothèque Nationale de France
- Musée Daubigny d’Auvers sur Oise
- Artothèque de Caen
- Artothèque de Montpellier
- Bibliothèque et médiatèque de RIOM
- Bibliothèque centrale de Grenoble

## Éditions Mains-Soleil

### Les Éditions
Les Éditions Mains-Soleil créées par Fabrice et Thérèse Rebeyrolle en 1992, au Mas de Bellet dans l’Hérault, ont pour vocation de réaliser et diffuser des œuvres multiples et des livres d’artistes à petits tirages. Depuis leur installation dans le Gard en 2000, et actuellement à Issoudun dans l'Indre, quelques heureuses rencontres avec des poètes, des écrivains, et des artistes leur ont permis de composer différents ouvrages reliant textes et peintures, gravures, monotypes ou photographies.
Fabrice Rebeyrolle a aussi collaboré avec les Éditions Voix d'encre, Éditions Unes, Éditions La Passe du vent, Éditions L'herbe qui tremble, Éditions Isabelle Jonquères.

### «Collection Vivace»
La « Collection Vivace » est le témoin de la rencontre entre un poète ou un écrivain et le peintre Fabrice Rebeyrolle. Chaque ouvrage en triptyque propose une œuvre originale et un texte ou un poème, souvent inédit, imprimé et manuscrit par l’auteur.
Ont notamment collaboré les auteurs Charles Juliet, Pierre Péju, Sylvie Fabre G., James Sacré, Jean-Pierre Chambon, Alain Maumejean, Emmanuel Merle, Willy Gassion, Isabelle Lévesque, Lionel Ray, Jean-Gabriel Cosculluela, Bernard Teulon-Nouailles, Thierry-Hugues Lemaître, Philippe André, Pierre Dhainaut et Ludovic Degroote.